# Luljeta Lleshanaku
Luljeta Lleshanaku, född 1968 i Elbasan i Albanien, är en  albansk författare. 
Lleshanaku utbildades i litteratur vid universitetet i Tirana och blev redigeringschef för tidningen Zëri i Rinisë, som kom ut varje vecka. Hon arbetade sedan för den litterära nyhetstidningen Drita. Hon är författare till fyra poesisamlingar. 1996 hon fick pris för årets bästa bok från Eurolindja förlagshus.